# 4549 Burkhardt
4549 Burkhardt è un asteroide della fascia principale. Scoperto nel 1973, presenta un'orbita caratterizzata da un semiasse maggiore pari a 2,4363080 UA e da un'eccentricità di 0,1536868, inclinata di 2,83182° rispetto all'eclittica.